# Воздушное крыло Народных сил обороны Уганды
Воздушное крыло Народных сил обороны Уганды (англ. Ugandan Air Force) — военно-воздушные силы, вид вооружённых сил Государства Уганды.

## История
Военно-воздушные силы Уганды имеют наименование Воздушное крыло Народных сил обороны Уганды. ВВС основаны в 1964 году. Вся авиация базируется в международном аэропорту Энтеббе и в аэропорту Накасонгола.
После получения независимости от Великобритании в октябре 1962 года главную роль в строительстве военной структуры Уганды играл Израиль. В рамках соглашения правительство Израиля обязалось создать, организовать и обучить ВВС Уганды, и продать Уганде самолёты и снаряжение на удобных кредитных условиях.
Создание ВВС страны началось только в 1964 году.
Воздушное крыло Народных сил обороны Уганды принимало участие в операциях и войнах:
- Угандийско-танзанийская война;
- Гражданская война в Уганде;
- Вторая конголезская война;
- Гражданская война в Сомали;
- Вооружённые столкновения в Южном Судане (2013—2014).

В ходе Угандийско-танзанийской войны в 1978—1979 годах танзанийская армия захватила семь МиГ-21МФ, один учебно-боевой МиГ-21У ВВС Уганды и значительное количество запасных частей. Все они были вывезены на авиабазу Мванза, чтобы войти в состав ВВС Танзании.

## Техника и вооружения
На вооружении Воздушного крыла Народных сил обороны Уганды находятся 5 самолётов МиГ-21 советского и 6 Су-30МК2-У российского производства. Также в распоряжении ВВС находятся некоторое количество транспортно-разведывательных самолетов и вертолетов различного производства.
| Название                         | Изображение | Страна производства | Количество  | Примечание                                                                              |
| Истребители                      | Истребители | Истребители         | Истребители | Истребители                                                                             |
| -------------------------------- | ----------- | ------------------- | ----------- | --------------------------------------------------------------------------------------- |
| МиГ-21бис                        |             | СССР                | 5           |                                                                                         |
| Су-30МК2                         |             | Россия              | 12          |                                                                                         |
| Транспортные самолёты            |             |                     |             |                                                                                         |
| C-130 Hercules                   |             | США                 | 1           |                                                                                         |
| Harbin Y-12                      |             | Китай               | 2           |                                                                                         |
| Cessna 208 Caravan               |             | США                 | 2           | Предоставлены правительством США                                                        |
| Tecnam P92                       |             | Италия              | н/д         |                                                                                         |
| Gulfstream IV                    |             | США                 | 1           | Эксплуатируется правительственным авиаотрядом                                           |
| Боевые вертолёты                 |             |                     |             |                                                                                         |
| Ми-35                            |             | СССР                | 6           |                                                                                         |
| Ми-28НЭ                          |             | Россия              | 6           |                                                                                         |
| Многоцелевые вертолёты           |             |                     |             |                                                                                         |
| Ми-17                            |             | Россия              | 10          |                                                                                         |
| Bell 206                         |             | США                 | 3           | Один в модификации Bell 206A                                                            |
| Huey II                          |             | США                 | 5           | Предоставлены правительством США                                                        |
| Учебные и тренировочные самолёты |             |                     |             |                                                                                         |
| МиГ-21У                          |             | СССР                | 1           |                                                                                         |
| МиГ-21УМ                         |             | СССР                | 1           |                                                                                         |
| Aero L-39                        |             | Чехословакия        | 6           |                                                                                         |
| SF.260                           |             | Италия              | 4           |                                                                                         |
| Piaggio P.149                    |             | Италия              | 1           |                                                                                         |
| AS.202 Bravo                     |             | Италия              | 9           | Поставлены с 2012 по 2014 год, 8 самолётов находятся в Центральной школе авиации Уганды |

## Происшествия
- 12 августа 2012 года три вертолёта Ми-24 потерпели крушение в Кении в районе горы Кения на пути в Сомали для выполнения миротворческой миссии[10]